# 天主教克羅地亞軍中教長區
天主教克羅地亞中教長區（拉丁語：Ordinariatus castrensis Croatia）是克羅地亞一個天主教的軍中教長區，直屬聖座，負責牧養信奉天主教的克羅地亞軍人及其家眷。
成立於1997年4月25日。2004年有廿四個堂區、廿四名司鐸。現任教長為喬治·耶澤里納奇。